# Alvastra kloster

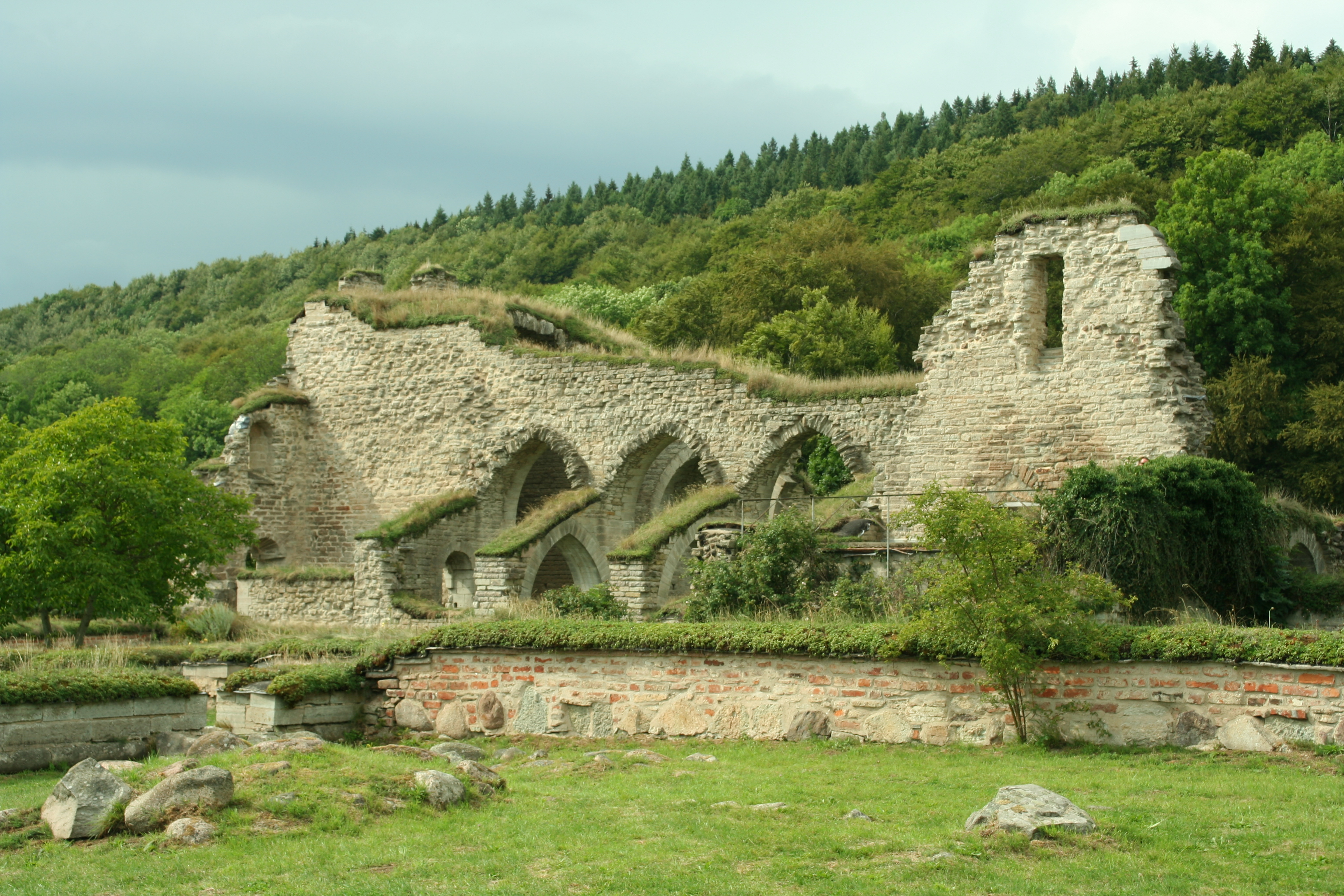
Klosterkyrkans södra sida.

Alvastra kloster är ett före detta cistercienskloster beläget i Alvastra vid Ombergs fot i Västra Tollstads socken i Ödeshögs kommun. Det grundades 1143 av munkar från det franska klostret Clairvaux och var tillsammans med Nydala kloster det första cisterciensklostret i Norden. Alvastra kom i sin tur att grunda munkklostren Varnhem, Julita och Gudsberga och Alvastras abbot fungerade dessutom tidvis som faderabbott åt nunneklostren Askeby, Vreta och Riseberga. Klosterlivet varade utan kända avbrott tills klostret upplöstes omkring 1530 i samband med reformationen. Numera finns bara ruiner kvar av kyrkan och de övriga klosterbyggnaderna.

## Historia

### Grundande
Enligt Exordium magnum var det Ulvhild Håkansdotter, maka till kung Sverker den äldre, som bjöd in Alvastramunkarna till Sverige. Detta passade utmärkt med Bernhard av Clairvaux' strävan att sprida cisterciensorden också till det kalla och avlägsna Norden. Enligt biskop Brask ingick den åt munkarna skänkta marken vid Alvastra i Sverkers morgongåva till Ulvhild, men det är oklart vilken roll kung Sverker hade vid grundandet av klostret. Medan Exordium magnum bara nämner hans drottning som initiativtagare så anger ett dokument från det danska klostret Vitskøl båda makarna som grundare.
Källorna berättar inte varifrån Ulvhild och, om han nu var inblandad i det hela, Sverker fick idén ifrån att grunda Nordens första cistercienskloster. Klart är att både Alvastra och det samma år som detta grundade Nydala låg i Linköpings stift, där Gisle var biskop. Denne deltog i synoden i Lund 1139 tillsammans med ärkebiskopen Eskil och den påvliga legaten Theodignus. Det är troligt att Theodignus informerade och talade väl om cisterciensorden inför de församlade. En gissning är att antingen Eskil eller Gisle sedan påverkade kungaparet till att bjuda in cisterciensmunkar till Sverige. Enligt ordensreglerna var i vilket fall som helst biskop Gisle tvungen att godkänna alla klostergrundanden i sitt stift, och han var själv initiativtagare till grundandet av Nydala.
År 1143 begav sig ett antal munkar tillsammans med ett antal lekbröder iväg från det franska klostret Clairvaux. I Sverige delade sig sällskapet i två mindre, där det ena begav sig till Nydala och det andra till Alvastra. Enligt Exordium magnum blev Bernhard av Clairvaux före avfärden uppvaktad av några av munkarna som hade utsetts till att fara iväg, däribland den blivande Alvastraabboten Gerhard. De klagade och grät och bad om att få stanna kvar. Bernhard befriade dem inte från deras uppdrag, men lovade Gerhard att han en gång skulle få återvända till Clairvaux och dö där, vilket han slutligen också gjorde 1193 efter att ha varit Alvastras abbot i 40 år.
I likhet med andra cisterciensabbotar var Alvastras abbot skyldig att delta i det årliga generalkapitlet i Cîteaux, men det stora avståndet gjorde att detta tog både oproportionerligt stor tid och kostnad i anspråk. Av denna anledning gjordes 1217 ett undantag för Alvastra och övriga kloster i Sverige och Norge, så att de därefter bara behövde delta i vart femte generalkapitel.

### Den första tiden

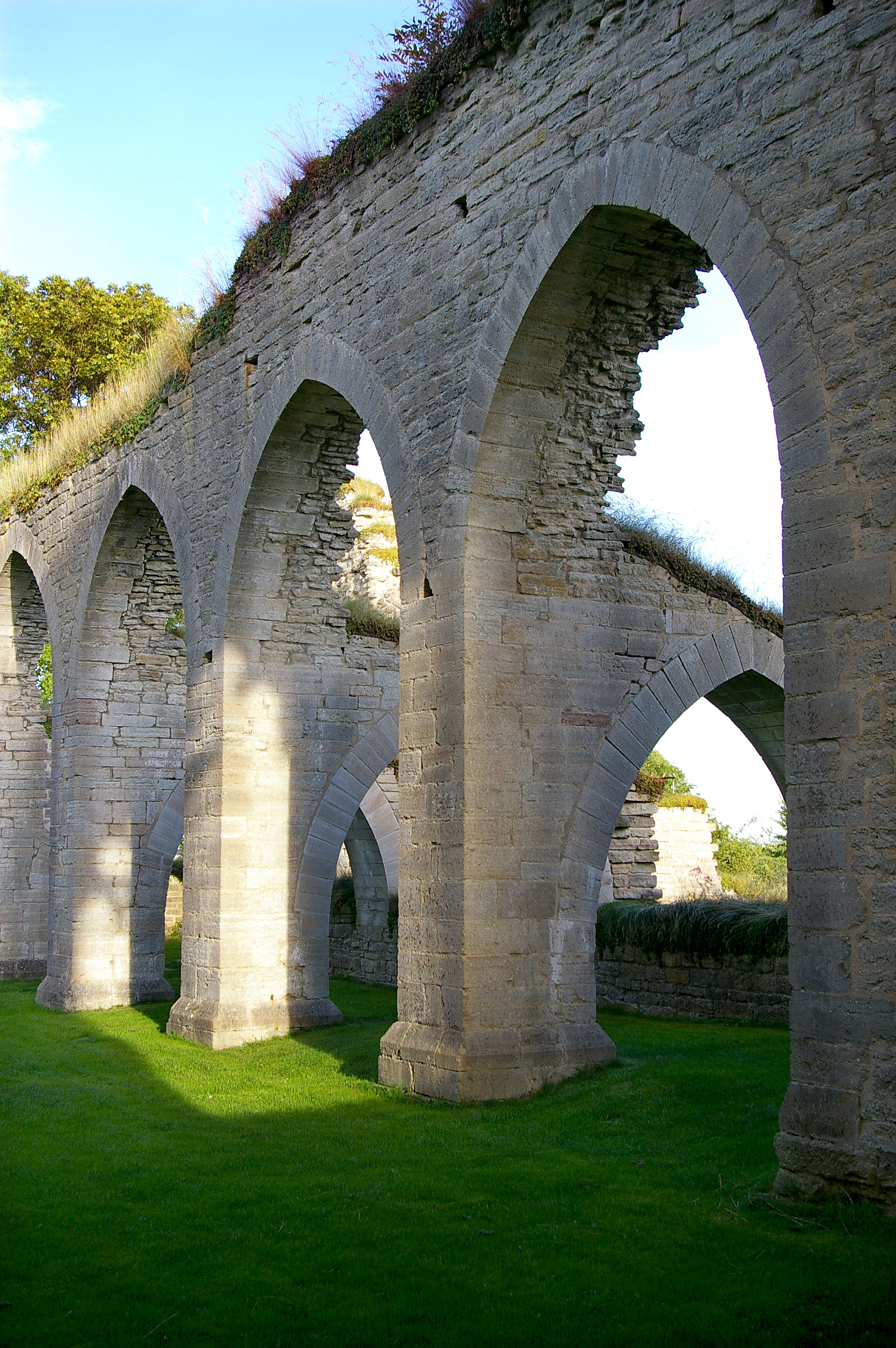
Klosterkyrkans mittskepp.

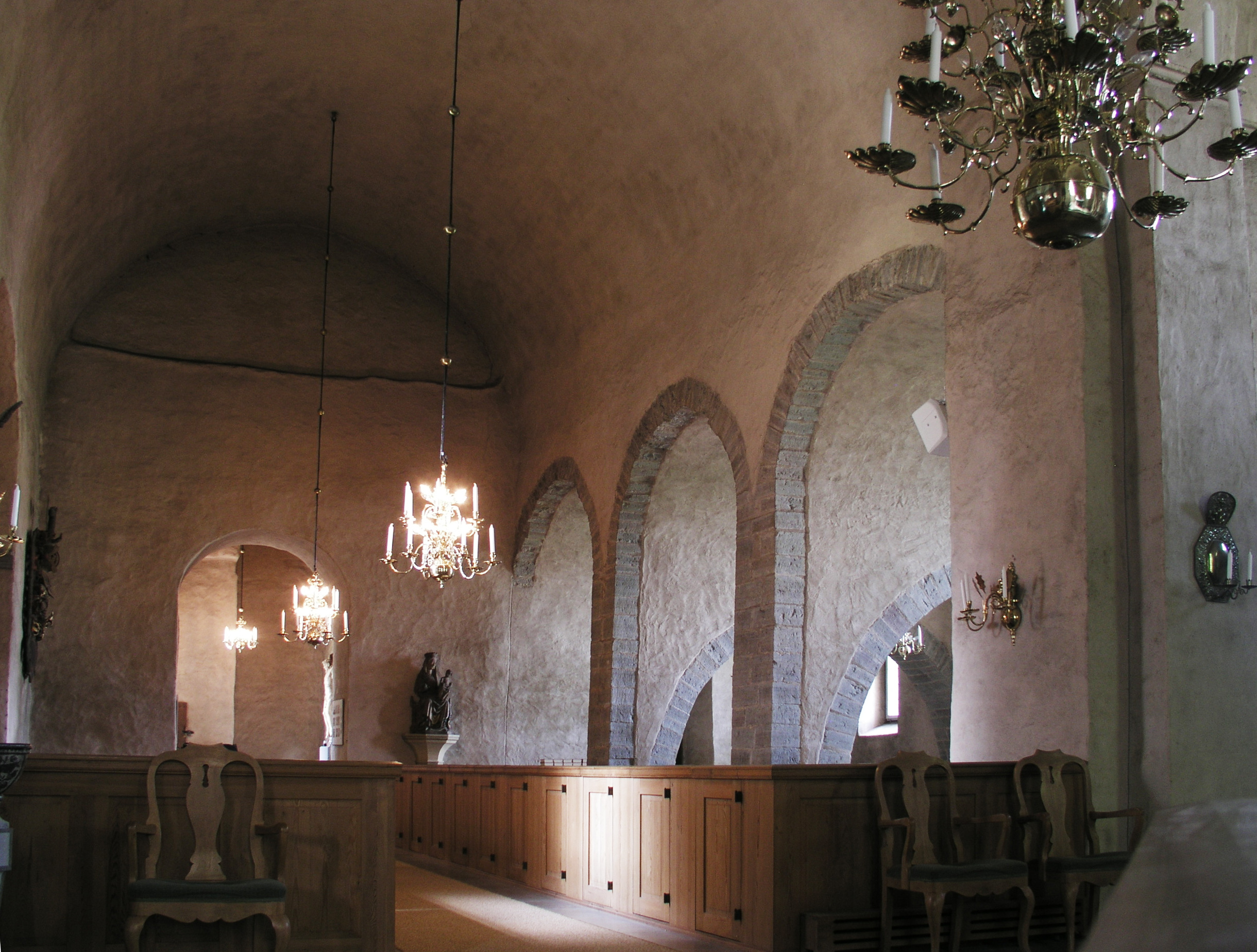
Heda kyrka. Valven liknar dem som en gång fanns i Alvastra klosterkyrka.

Området kring Alvastra hade varit kontinuerligt bebott sedan stenåldern och låg inte avsides och så långt från annan bebyggelse som cisterciensordens regler egentligen rekommenderade. Det fanns dock inga byggnader vid platsen och provisoriska sådana var tvungna att uppföras redan innan munkarna anlände. Förmodligen påbörjades bygget av klosterkyrkan direkt efter munkarnas ankomst, eftersom denna helt naturligt räknades som klostrets viktigaste byggnad. Skickliga stenmästare fanns med i konventet som lämnade Clairvaux och någon av munkarna eller lekbröderna fungerade som arkitekt. Byggfolk från trakten var med vid arbetet och det de lärde sig av munkarna kom sedan att tillämpas bland annat i Heda kyrka i närheten av Alvastra.
Kung Sverker den äldre blev mördad 1156 i närheten av Alvastra och fick förmodligen inte långt därefter sin grav i det påbörjade kyrkbygget. Klart är i alla fall att kyrkan tjänade som begravningskyrka åt Sverkerätten i början av 1200-talet. Klosterkyrkan invigdes 1185 och var troligen färdigbyggd då. Bygget på de övriga klosterbyggnaderna fortsatte emellertid och innan de blev klara levde munkarna i tillfälliga byggnader av trä. En annan viktig person som blev begravd i klostret var Alvastramunken Stefan som utsetts till Sveriges första ärkebiskop 1164 men som mot slutet av sitt liv återvände till Alvastra och dog där samma år som kyrkan invigdes.
Redan 1150 hade klostret så många munkar att det kunde bilda sitt första dotterkloster och initiativtagare till grundandet var Sverker den äldre och drottning Ulvhild. Ett antal munkar, troligtvis tolv om man följde normen, skickades ut under ledning av abboten Henry, som varit en av de munkar från Clairvaux som varit med vid grundandet av Alvastra 1143. De slog sig först ned på ön Lurö i Vänern, men efter att både denna lokal och den efterföljande vid Lugnås i Kinne härad visat sig olämpliga för ändamålet, slog de sig slutligen ned i Varnhem.
Grundarkonventet för Alvastras andra dotterkloster lämnade Alvastra 1160. Munkarna slog sig först ned i Viby men flyttade någon gång mellan 1174 och 1185 till Saba, som också kom att kallas Julita. Klostrets första abbot var Robertus, som senare blev biskop i Västerås stift.

### Klostret under sen medeltid
Vid mitten av 1300-talet finns en hel del anknytningar mellan Alvastra kloster och den heliga Birgitta och hennes orden. I början av 1340-talet genomförde Birgitta och hennes make Ulf Gudmarsson en vallfartsresa till den helige Jakobs grav i Santiago de Compostela. Efter denna resa bestämde de sig för att leva klosterliv var för sig och Ulf drog sig tillbaka till Alvastra som låg nära hans gods Ulvåsa. Han dog i Alvastra 1344 och begravdes där i ett eget kapell. Samma år flyttade Birgitta in i ett hus i närheten av Alvastra klosterområde och där stannade hon tills hon begav sig av till Rom 1349. Hon blev vän med klostrets subprior Peter Olofsson, som efter viss tvekan tog sig an uppgiften att nedteckna hennes uppenbarelser på latin under hennes vistelse vid klostret. Efter hennes diktat skrev han också ned Birgittinordens första regelverk, Regula Sancti Salvatoris. Efter Birgittas död 1373 skrev den nu till prior avancerade Peter Olofsson hennes levnadsbeskrivning tillsammans med en sekulär präst med samma namn, och denna text tillsammans med deras vittnesmål inför kurian kom att bidra starkt till att Birgitta helgonförklarades 1391.
Från Birgittas uppenbarelser finns en uppgift som ger oss möjlighet att åtminstone ange ett minsta antal munkar som fanns i klostret precis innan digerdöden nådde Sverige 1350. Här anges nämligen att Birgitta, som då redan hade rest utomlands, hade en syn som avslöjande vilka munkar som dog i pesten och i vilken ordning. Dessa var 33 till antalet och genom att lägga till de kända klosterinvånare som bevisligen överlevde kan man sluta sig till att klostret hade minst 41 invånare vid denna tid. En annan olycka som drabbat klostret är bränder. Två sådana är kända från källorna varav den första ägde rum 1312 och ödelade klostret helt. Den andra ägde rum 1415. Denna brand ska ha startat i abbotthuset för att därifrån sprida sig till stora delar av klosteranläggningen.
Förutom digerdöden så påverkade även en annan stor världshändelse Alvastra under 1300-talet, nämligen den stora schismen. 1380 skickades nämligen munken Johannes av Chassignolle ut från det Avignontrogna Clairvaux till de nordiska länderna för att samla in kontributioner för 1379 och för att visitera klostren. Han stötte dock på motstånd från den uppenbarligen Romtrogna abboten Matteus Knopp i Alvastra. Matteus vägrade att betala ut något till munken och fördrev honom dessutom från Alvastra efter att dessförinnan ha fråntagit honom den summa som Alvastras dotterkloster Julita redan hade betalt ut till honom. Detta handlande ledde till att abboten i Clairvaux gav abbotarna i Esrum och Varnhem i uppdrag att se över ärendet och de fick tillåtelse att ge Alvastraabboten ett lämpligt straff om det skulle visa sig nödvändigt. Detta ansåg de och Matteus Knopp avsattes i april 1381 och blev dessutom exkommunicerad. De nordiska cisterciensernas Avignontrogna hållning varade dock inte länge till.
Omkring 1486 grundade Alvastra sitt tredje och sista dotterkloster i Husby socken i södra Dalarna, och detta var ett av de sista cisterciensklostren som grundades i Europa före reformationen. Abbot Magnus av Alvastra gav det nya klostret namnet Gudsberga, Mons Domini, och Alvastramunken Staffan blev utsedd till dess första abbot.

### Från reformationen fram till idag

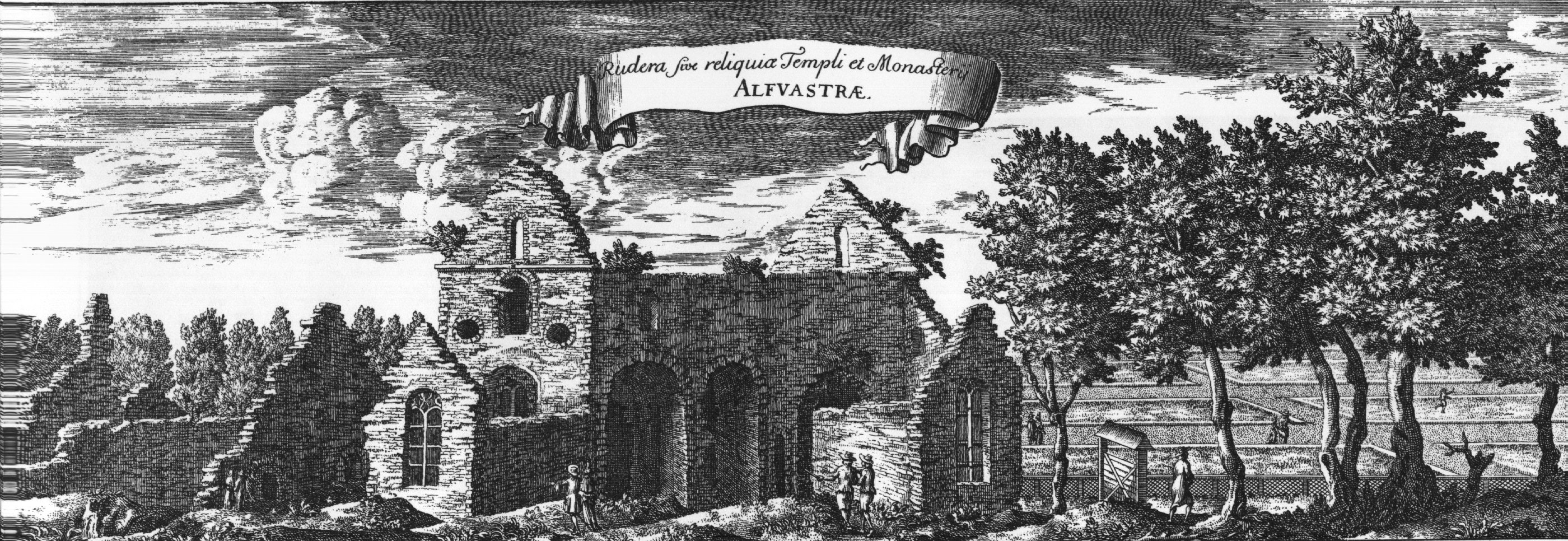
Alvastra klosterruin omkring år 1700. Ur Suecia antiqua et hodierna.

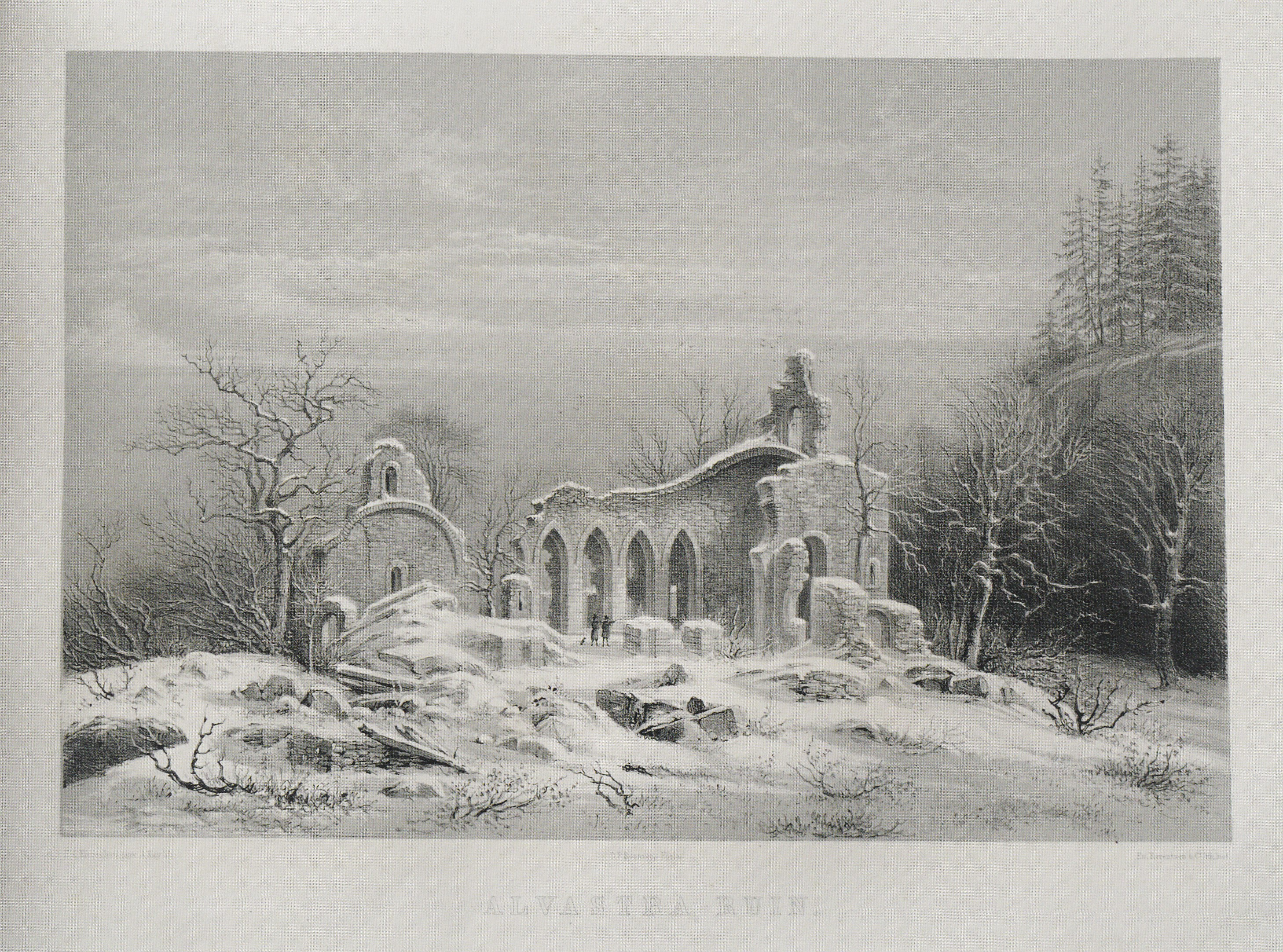
Alvastra klosterruin omkring år 1850. Ur Sverige framstäldt i taflor.

I takt med reformationens framåtskridande i Sverige på 1520-talet blev det på grund av diverse bestämmelser svårare och svårare för klostren i Sverige att fortsätta sin verksamhet. Bland annat bestämdes det vid riksdagen i Västerås 1527 att Sveriges kloster hädanefter skulle förvaltas av lekmän och Gustav Vasa utlovade skydd åt de munkar som bestämde sig för att lämna sina kloster. År 1529 avgick Alvastras sista abbot på grund av sjukdom och klostret kom att istället förvaltas av riddaren Nils Svensson. Visserligen tvingades inte munkarna att lämna klostret, utan Nils Svensson skulle sörja för deras uppehälle, men förhållandena ledde dock ändå till att samtliga munkar lämnade klostret inom ett par år.
Efter reformationen omvandlades klostret till en kungsgård, Alvastra kungsgård. Därmed var cirkeln sluten: klostret grundades genom en donation av en kunglig gård på vars ägor klosteranläggningen växte fram. Hösten 2014 påträffades inom kungsgården en vikingatida hallbyggnad, Alvastra vikingahall.      
När klostret väl hade övergivits, hände det som hände med så många andra cistercienskloster efter reformationen, nämligen att klostret började användas som stenbrott. Det började 1544 med att sten från klosterbyggnaderna användes vid byggandet av Vasaslottet Vadstena slott och fortsatte på 1570-talet då Per Brahe d.ä. använde material från klostret vid uppförandet av sitt slott på Visingsö. Johan III klandrade Brahe för detta och hade planer på att rädda åtminstone kyrkan och omvandla den till en sockenkyrka. Av detta blev dock intet utan kyrkan och de övriga klosterbyggnaderna tilläts förfalla ännu mer. År 1567 hade dessutom klosterkyrkan bränts under Rantzaus räd i Östergötland. År 1797 försökte Hjo stad få tillstånd till använda sten från ruinerna vid uppförandet av sin stadskyrka, men denna begäran avslogs.
Först på 1600-talet tillkom de första kända avbildningarna av klostret. Först ut var Mathias Palbitzki, som ägde Alvastra och utförde diverse avbildningar av ruinerna mellan 1653 och 1677. Dessa avbildningar kompletteras av en teckning av Elias Brenner från 1670 och avbildningen av Erik Dahlbergh i Suecia antiqua et hodierna omkring 1700.
De första undersökningarna av ruinerna genomfördes mellan 1826 och 1829 under ledning av Leonard Rääf och vid denna tid fanns två ugnar på området i vilka man bränt kalk från klostret i drygt 50 år. Rääf hade varit en varm förespråkare för fornminnesvård men ännu i mitten av 1800-talet drevs rättsprocesser mot markägaren och andra personer vilka använt klosterruinerna som stenbrott.
Mellan 1921 och 1955 ägde de hittills största och mest omfattande utgrävningarna av Alvastra kloster rum, först under ledning av Otto Frödin och efter dennes död 1953 av Ingrid Swartling. Arbetet utfördes dels av studenter i konsthistoria och arkeologi, dels av grovarbetare under ledning av Frödin själv eller någon annan erfaren arkeolog.

## Klostrets delar

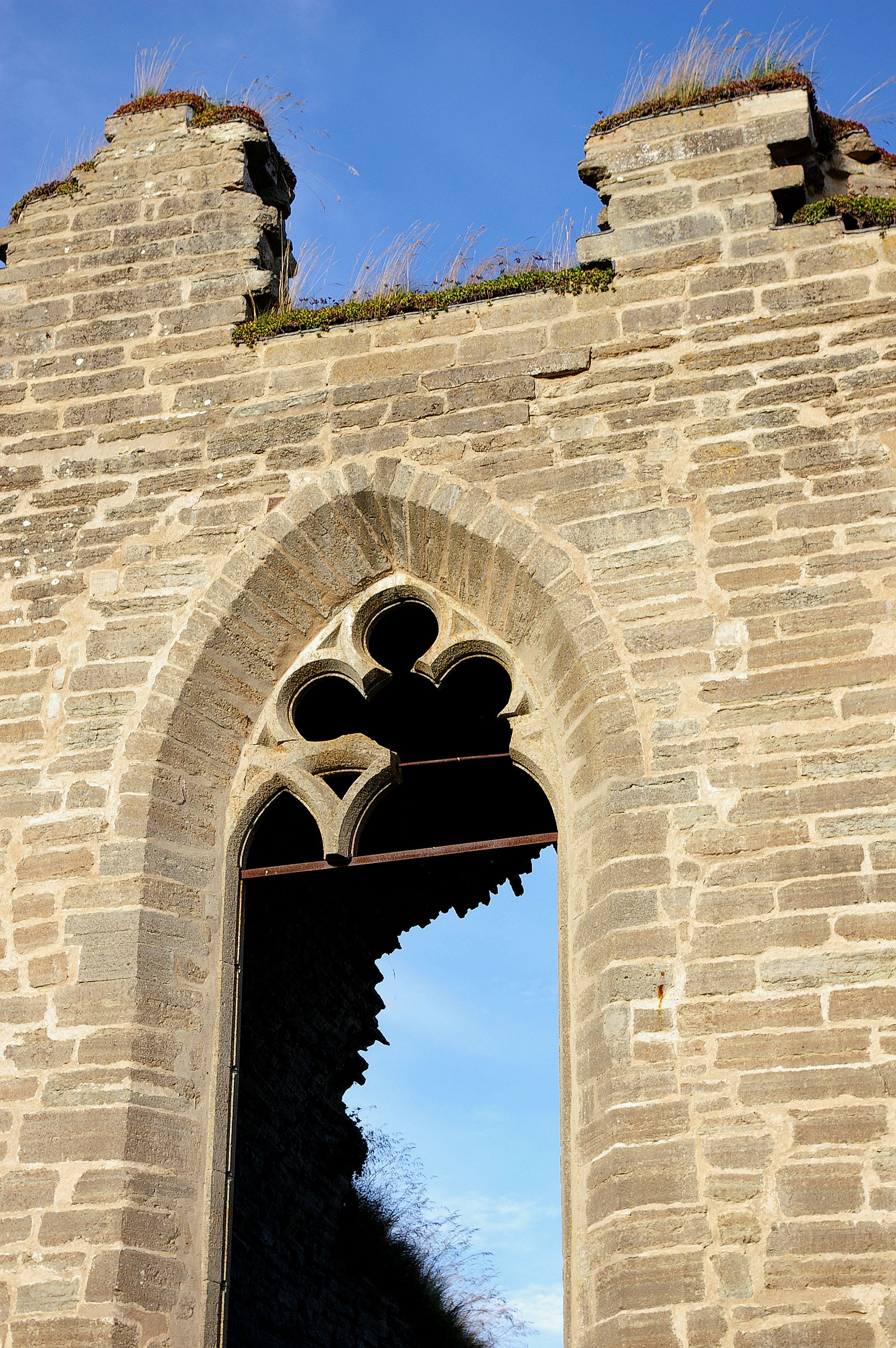
Klosterkyrkans västgavel.

Alvastra har ett utseende som är typiskt för cistercienskloster. Kyrkans kor ligger ungefär i öster och söder om kyrkan ligger klostergården som är omgiven av korsgången och de olika klosterlängorna. Munkarna höll till i den östra och södra klosterlängan medan lekbröderna sov och arbetade i den västra längan. Även kyrkan var uppdelad på detta sätt, så att munkarna hade sitt kor i öster medan lekbröderna fick hålla sig till kyrkans västra sida. Kyrkan och de flesta av klosterbyggnaderna är byggda av kalksten som hämtats från ett stenbrott i Borghamn.

### Kyrkan
Klosterkyrkan är en korskyrka av så kallad Fontenaytyp och har en utvändig längd på 45,5 meter. Långhuset är treskeppigt och ungefär i mitten av långhuset har man vid utgrävningar hittat stengrunden till ett träskrank som delade kyrkan i en västdel avsedd för munkarna och en östdel avsedd för lekbröderna. Tvärskeppet är däremot enskeppigt med vardera två för enskilda mässor avsedda kapell söder och norr om presbyteriet, där både kapellen och det bortom dessa utskjutande presbyteriet har en rak avslutning. I korsmitten har man hittat en grav som troligen tillhör kung Sverker den äldre med familj.
Kyrkan täcktes ursprungligen av enkla tunnvalv men av dessa finns bara en rest bevarad i kyrkans västände. På vardera sida om kyrkans västände finns förrum som ledde ut i sidoskeppen. Det norra förrummet kunde även nås från kyrkans västgavel medan det södra istället kunde nås från korsgången samt från lekbrödernas nattrappa. Denna typ av förrum är mycket ovanlig bland cistercienskloster utanför Sverige.
Kyrkans västgavel domineras av ett högt spetsbågigt fönster, som att döma av sitt komplicerade masverk inte härrör från kyrkans grundande på 1100-talet utan det har istället satts in senare, möjligen i samband med arbetena efter en brand i kyrkan 1312. Gamla avbildningar av kyrkan från 1600-talet avslöjar att ett liknande högt fönster fanns i kyrkans östra ände, men av detta finns inget kvar idag.
Av tvärskeppen är det södra betydligt mer välbevarat än det norra. Sydväggen är bevarad till en höjd av hela 9.50 meter och i mitten av väggen finns nattrappan som ledde upp till munkarnas dormitorium. En bit norr om nattrappan finns ingången till sakristian. De rundbågiga öppningarna till de två kapellen på det södra tvärskeppets östra sida finns även de bevarade.
På kyrkans norra sida finns resterna av två kapell varav det större är ett begravningskapell åt den heliga Birgittas make, Ulf Gudmarsson, som dog i klostret 1344. Hans gravsten hittades här vid en utgrävning 1827 och finns sedan 1864 på Statens historiska museum.
Det andra mindre kapellet kan möjligen ha tjänat som begravningskapell åt ärkebiskopen Stefan, Sveriges första egna ärkebiskop. Han dog i klostret 1185 och hade varit munk i Alvastra innan han blev ärkebiskop 1164.

### Östra klosterlängan

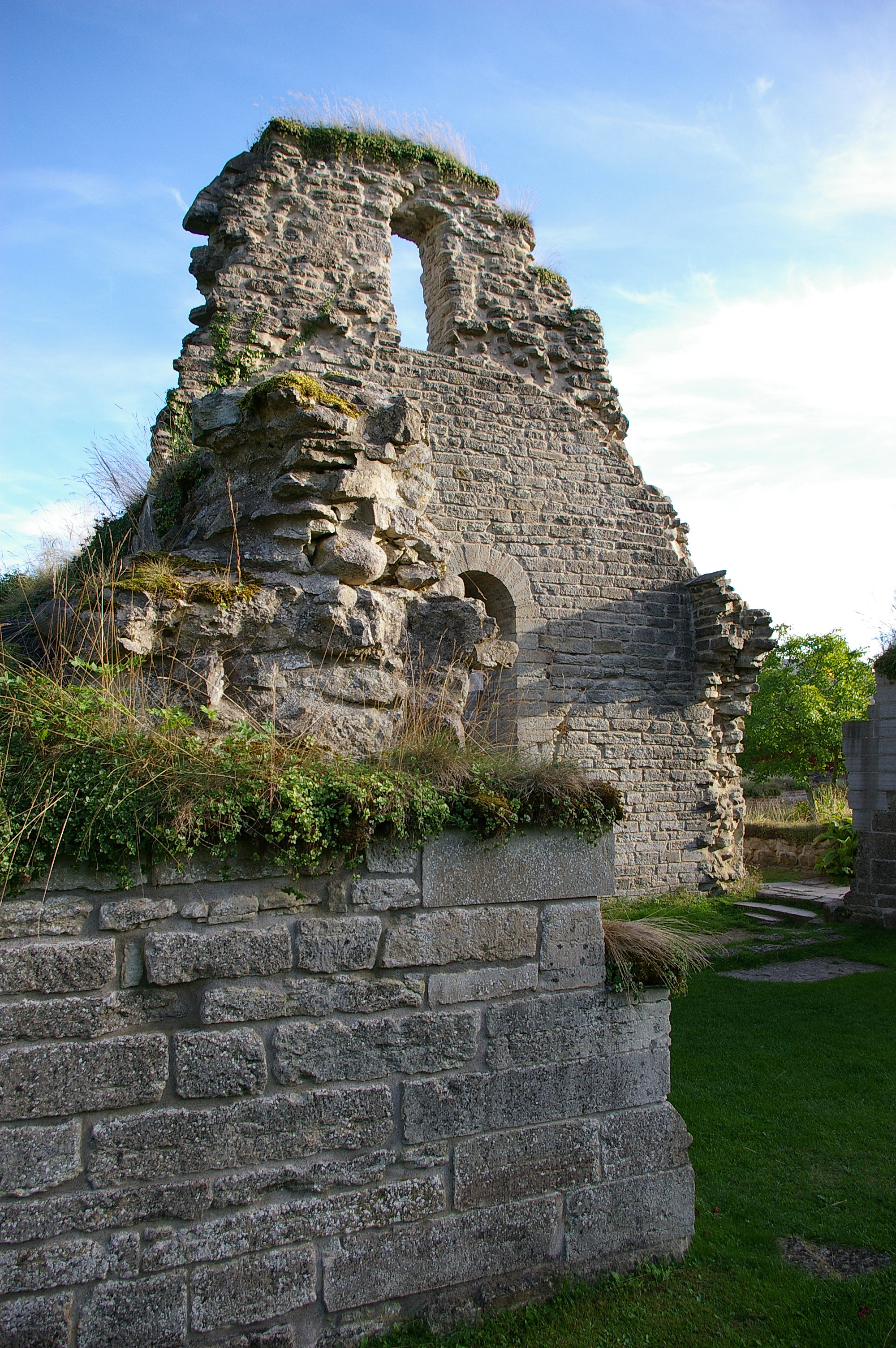
Södra tvärskeppet sett från presbyteriet.

Det nordligaste utrymmet i den östra klosterlängan utgörs av den välbevarade sakristian, med ingång från det södra tvärskeppet. Rummet är omkring fyra x sju meter stort och indelat i två travéer försedda med intakta kryssvalv. Sakristians golv befinner sig 65 centimeter under marknivå och rummet är väldigt mörkt, eftersom det bara har en liten långsmal fönsteröppning mot öster. Vid utgrävningar har man hittat fundamentet till ett altare vid rummets östra vägg, vilket möjligen har varit helgat åt Johannes Döparen. Förutom att tjäna som förvaringsrum åt kyrkans heliga kärl och mässkrudar, fungerade rummet troligen även som abbotens privata kapell.
Söder om sakristian ligger kapitelsalen, vilken till skillnad från sakristian är mycket dåligt bevarad. Namnet kommer av att munkarna samlades här varje dag för att höra ett kapitel ur den helige Benedikts regel läsas upp. Man samlades även här för att diskutera klostrets angelägenheter och lyssna till viktiga meddelanden och det var också vanligt att klostrets abbotar blev begravda här. Rummet är cirka sju x tolv åmeter stort och har varit indelat i två travéer, men eftersom endast grundmurarna är bevarade är det svårt att uttala sig mera noggrant om det ursprungliga utseendet. 

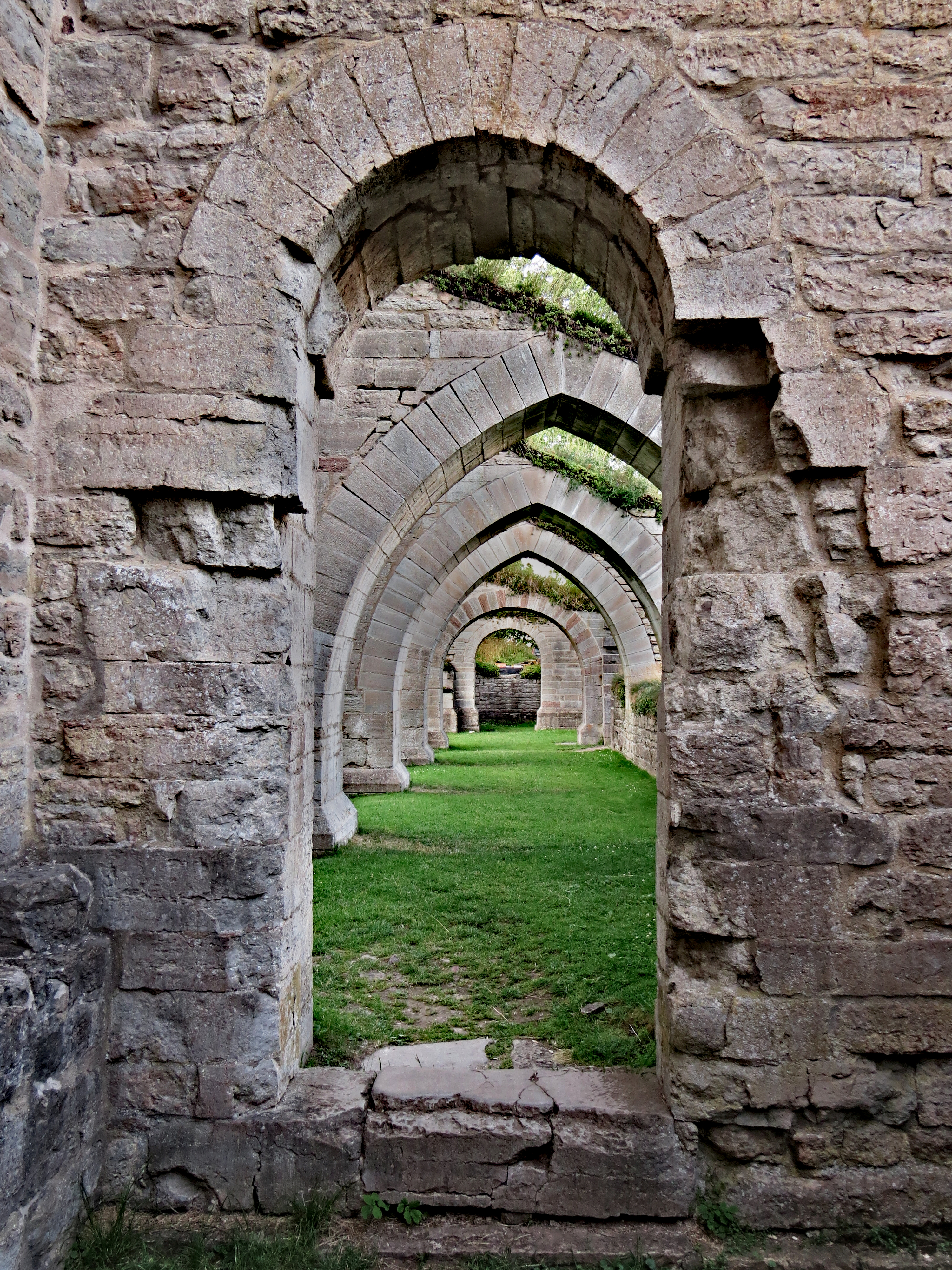
Korsgången i Alvastra klosterruin.

I östra änden har man i alla fall hittat rester av ett tredelat fönster och vid änden som vetter mot korsgången har man kunnat lokalisera den 1,2 meter breda ingången och norr om denna ett 2,50 meter brett fönster, vid vilket representanter för lekbröderna hade tillåtelse att sitta och lyssna under munkarnas möten. I detta fönster fann man de fragmentariska baserna av fyra kolonnetter som senare ersatts med kopior. Sättet de är placerade på gör det dock troligt att arrangemanget härstammar från tiden sedan klostret upplösts.
Efter kapitelsalen följde en smal gång och därefter med största sannolikhet munkarnas dagtrappa, som dock inte är bevarad. Söder om denna ligger munkarnas arbetssal och ett par rum med oklar funktion som sträcker sig söder om klostrets södra länga. Över hela den östra längan löpte munkarnas sovsal varifrån man i den norra änden nattetid kunde nå kyrkan via nattrappan. Under dagen använde man istället dagtrappan som mynnade ut i korsgången. Nattrappan är bevarad men numera leder den bara upp till ett tomrum där sovsalen en gång fanns.
Öster om den östra längan finns dessutom tre hus, av vilket det första troligtvis har varit abbotens och det andra infirmatorium, det vill säga ett hus för sjuka eller gamla munkar.

### Södra och västra klosterlängan

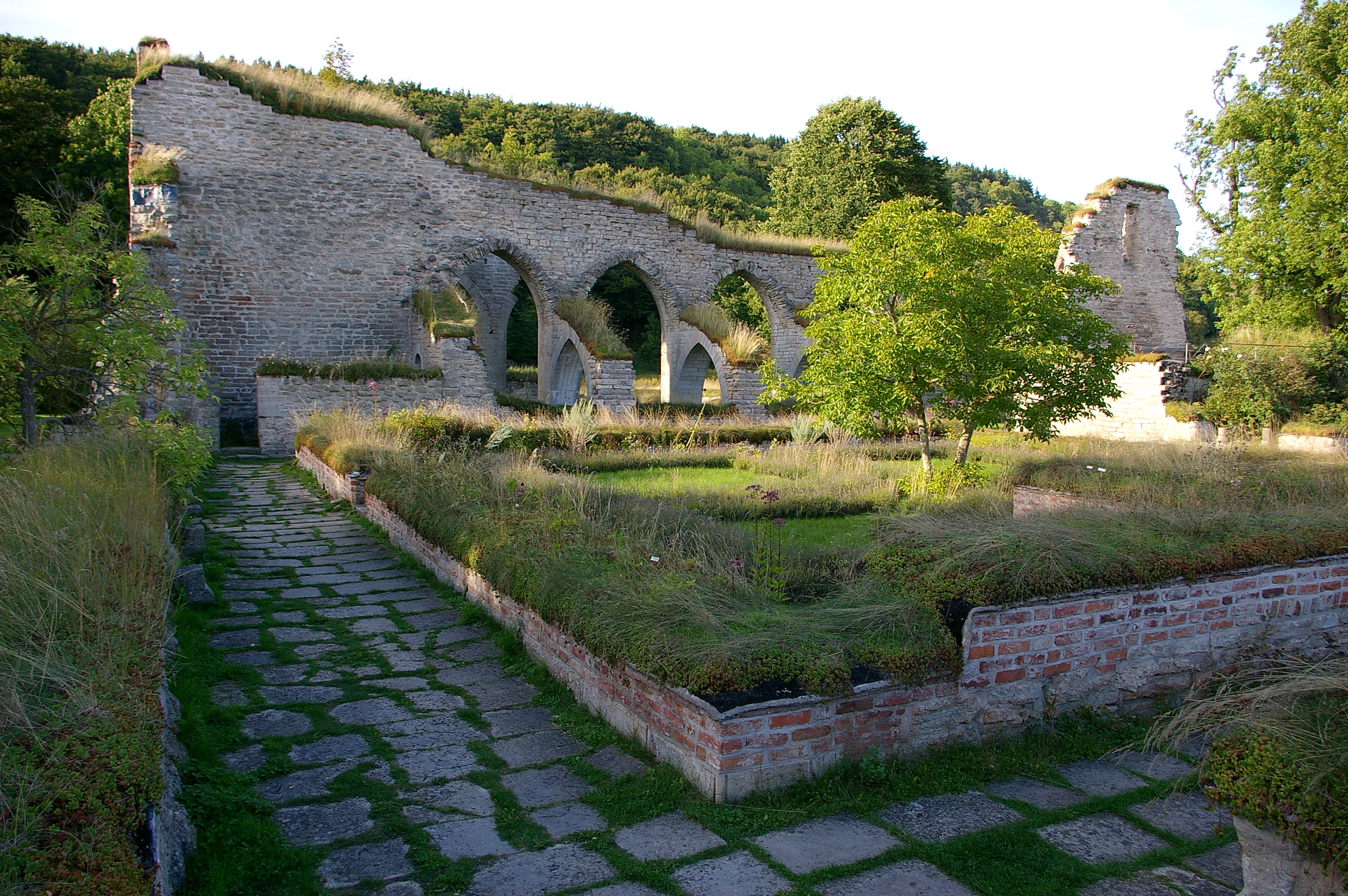
Klosterkyrkan och klostergården sedda från hörnet mellan västra och södra korsgången.

I södra klosterlängan fanns, sett från öster till väster, värmestugan, munkarnas refektorium och klostrets kök. Värmestugan är omkring fem x sex meter stor och var det enda rum i klostret, bortsett från köket, där det var tillåtet att göra upp en eld. I detta rum förberedde man bland annat skrivbläck och rengjorde stövlar och fyra gånger per år åderläts munkarna här.
Munkarnas refektorium, som kommer härnäst, har måtten 14,5 x 7 meter och är mycket dåligt bevarat. Här intog munkarna sina måltider, vilka tillagades i det intilliggande köket. Från köket nådde man lätt lekbrödernas refektorium i den västra klosterlängan, som i sin helhet var reserverad för lekbröderna så länge denna institution fanns kvar. På vardera sida av lekbrödernas refektorium låg troligen deras egen kapitelsal respektive arbetssal och i den icke bevarade övervåningen låg lekbrödernas sovsal, från vilken de via en nattrappa kunde nå kyrkans södra förrum. Sovsalen kunde även nås från korsgången via en dagtrappa av vilka ett par trappsteg har hittats vid utgrävningar.

### Klostergården och korsgången
Kyrkan och klosterlängorna omsluter den kvadratiska klostergården runt vilken den ursprungligen täckta korsgången löper. Bortsett från ingångar till de olika klosterrummen var till en början även klostrets boksamling placerad i korsgången, nämligen i en nisch i sakristians vägg. Denna nisch, kallad armarium, finns kvar och mäter 1,80 x 2,15 meter med ett bevarat djup på en halv meter. I cisterciensordens första tid räckte ett sådant litet utrymme till det fåtal böcker som ansågs nödvändiga för de dagliga bönerna och mässorna. Med tiden växte dock Alvastras boksamling och blev under slutet av medeltiden en av Sveriges största. Redan på 1200-talet slutade man använda armariet för bokförvaring men det är inte helt klart var böckerna förvarades istället. Möjligen kan ett litet rum som grävts ut norr om sakristian tjänat som bibliotek.
I norra korsgången samlades munkarna och abboten för läsning och meditation under dagtid och abboten satt då på en särskild plats vars läge i Alvastra kan bestämmas utifrån tydliga rester i kyrkväggen. Norra korsgången har även använts som begravningsplats, vilket troligen även gällde de övriga delarna av korsgången som dock inte har grävts ut. De begravda har lagts ned utan kistor och är lagda i hela sju lager, av vilket det översta ligger precis under korsgångens stensättning.
I mitten av södra korsgången låg det fyrkantiga lavatoriet, där munkarna tvättade händerna innan de intog sina måltider i refektoriet mittemot.

## Ämbeten

### Abbotar
- Gerhardus[71]
- 1208: Henrik
- 1223: Suno
- 1240: Rudolphus
- 1262: Daniel
- 1276: Johannes
- 1285: Nicholaus
- 1289: Johannes
- 1294: Abraham
- 1312: Birger
- 1330: Peter
- 1336: Ragvald
- 1358: Daniel
- 1363: Paulus
- Olaff Gase
- 1374: Johannes
- 1381: Matts Knopp
- 1381, 1383, 1389, 1392, 1395, 1397, 1399: Tideman[72][73][74][75][76][77][78]
- 1406: Hans[79]
- 1408: Knopp[80]
- 1411: Hannes[81]
- 1416–1417: Hans[82][83]
- 1423: Hans (Hannes)[84][85]
- 1430–1433: Magnus[86][87][88]
- 1436: Magnus[89]
- 1437: Andreas[90]
- 1439–1440: Anders[91]
- 1460: Rudolf
- 1471: Andreas
- 1494, 1496: Magnus
- 1506, 1513–1515: Hakon[92]
- 1520–1529: Thorkillus

### Prior
- 1381–1384: Petrus av Alvastra[93]
- 1437–1441: Laurencius[94]

## Galleri

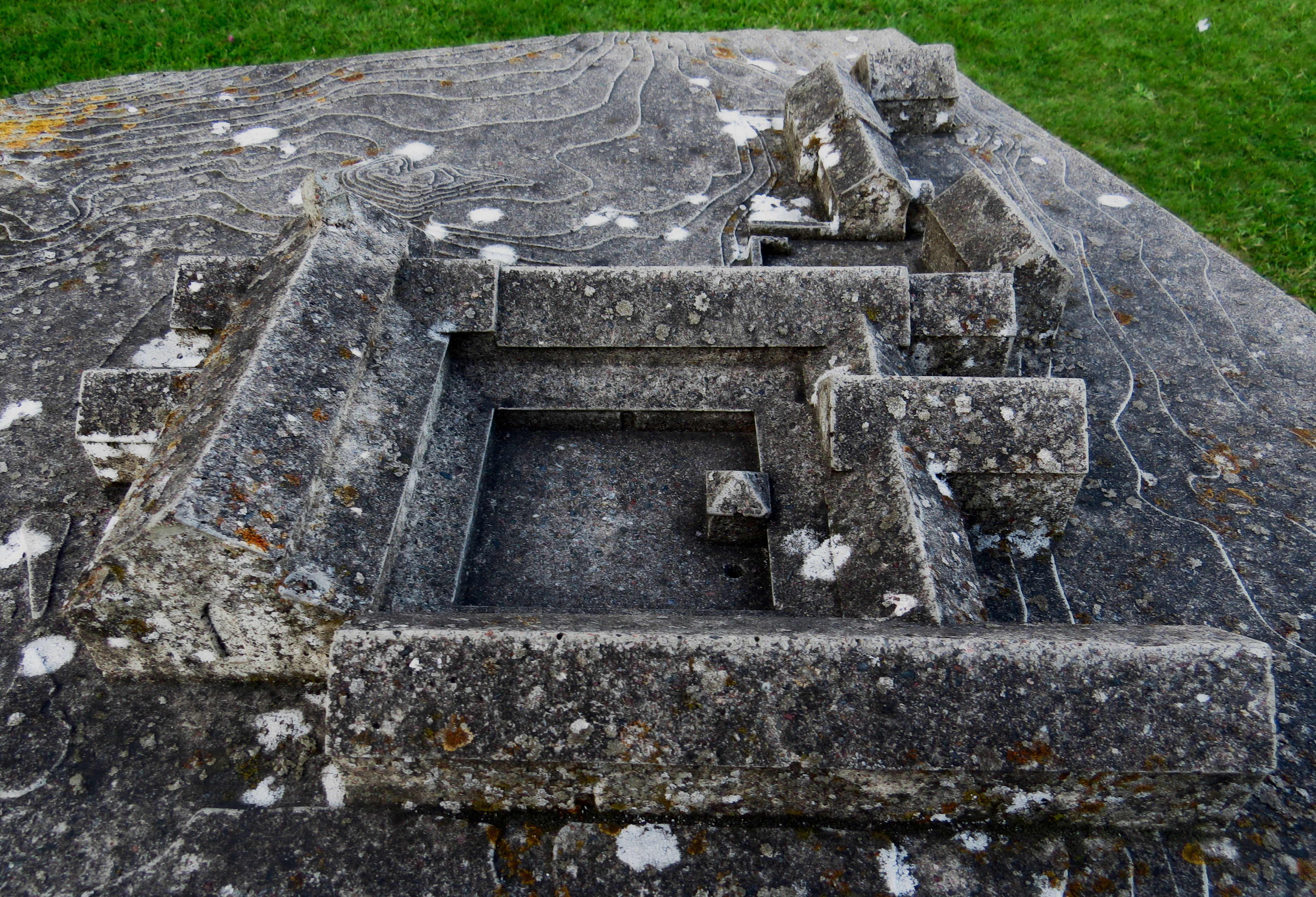
Alvastra kloster, modell.
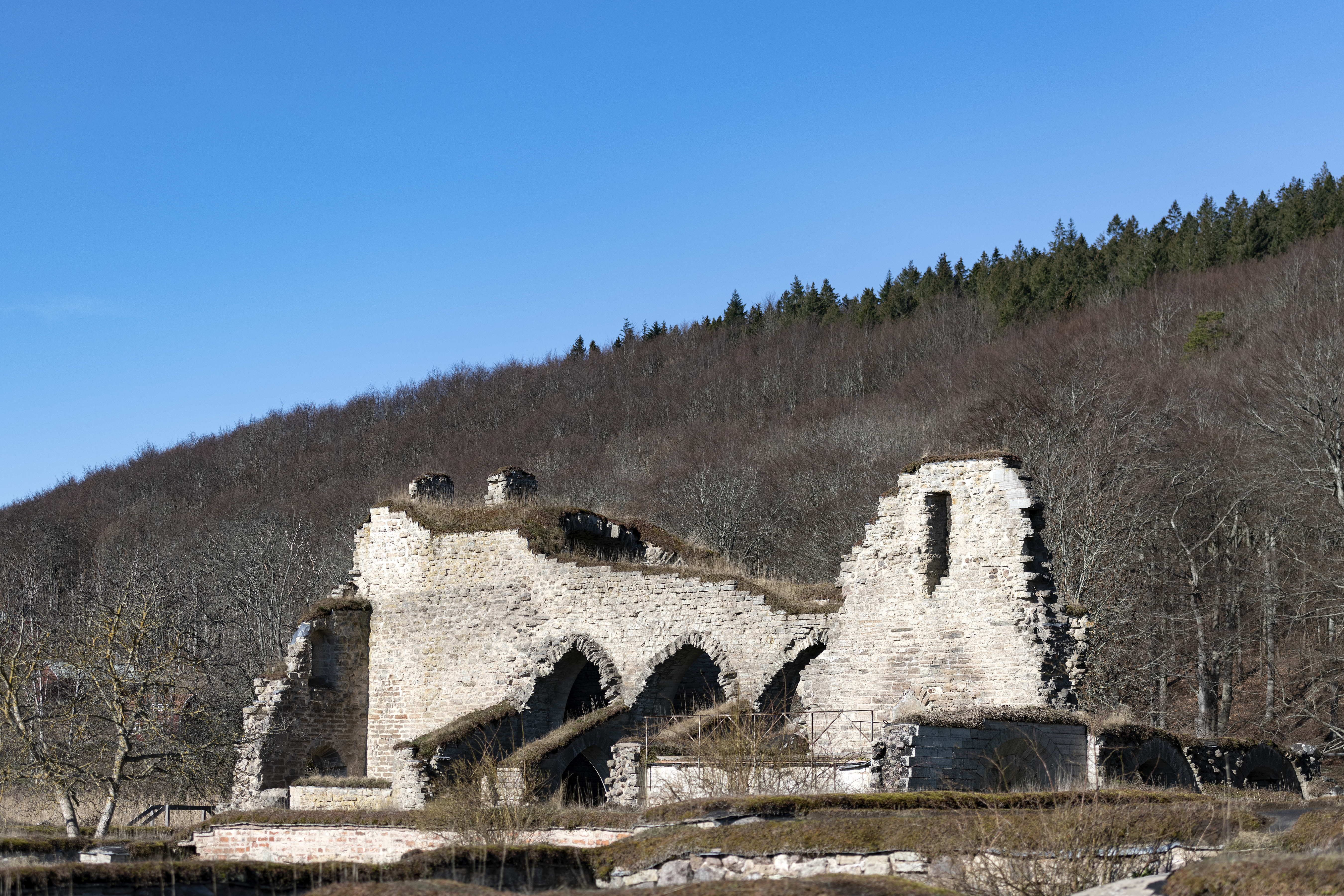
Alvastra kloster 2020.
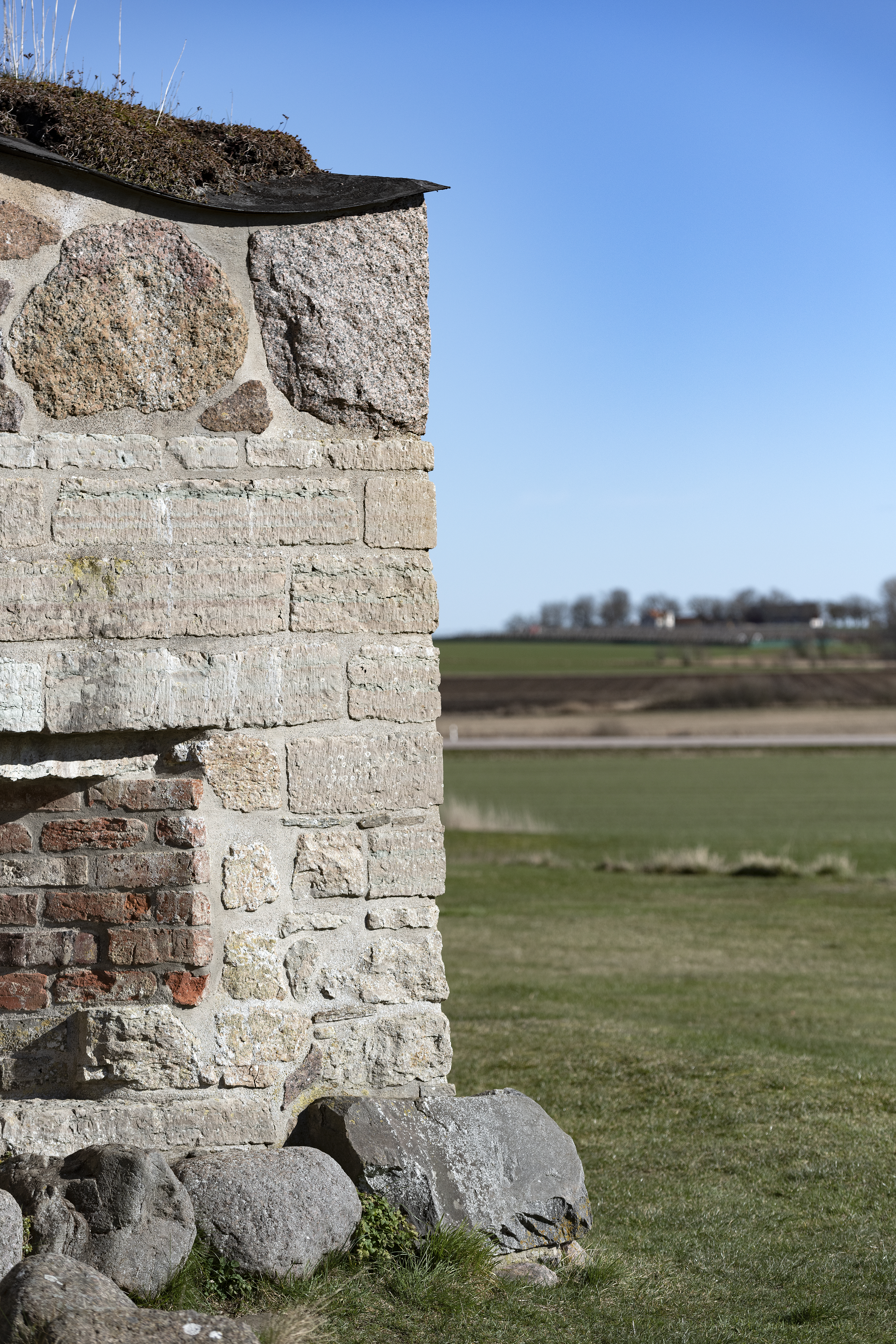
Alvastra kloster 2020.
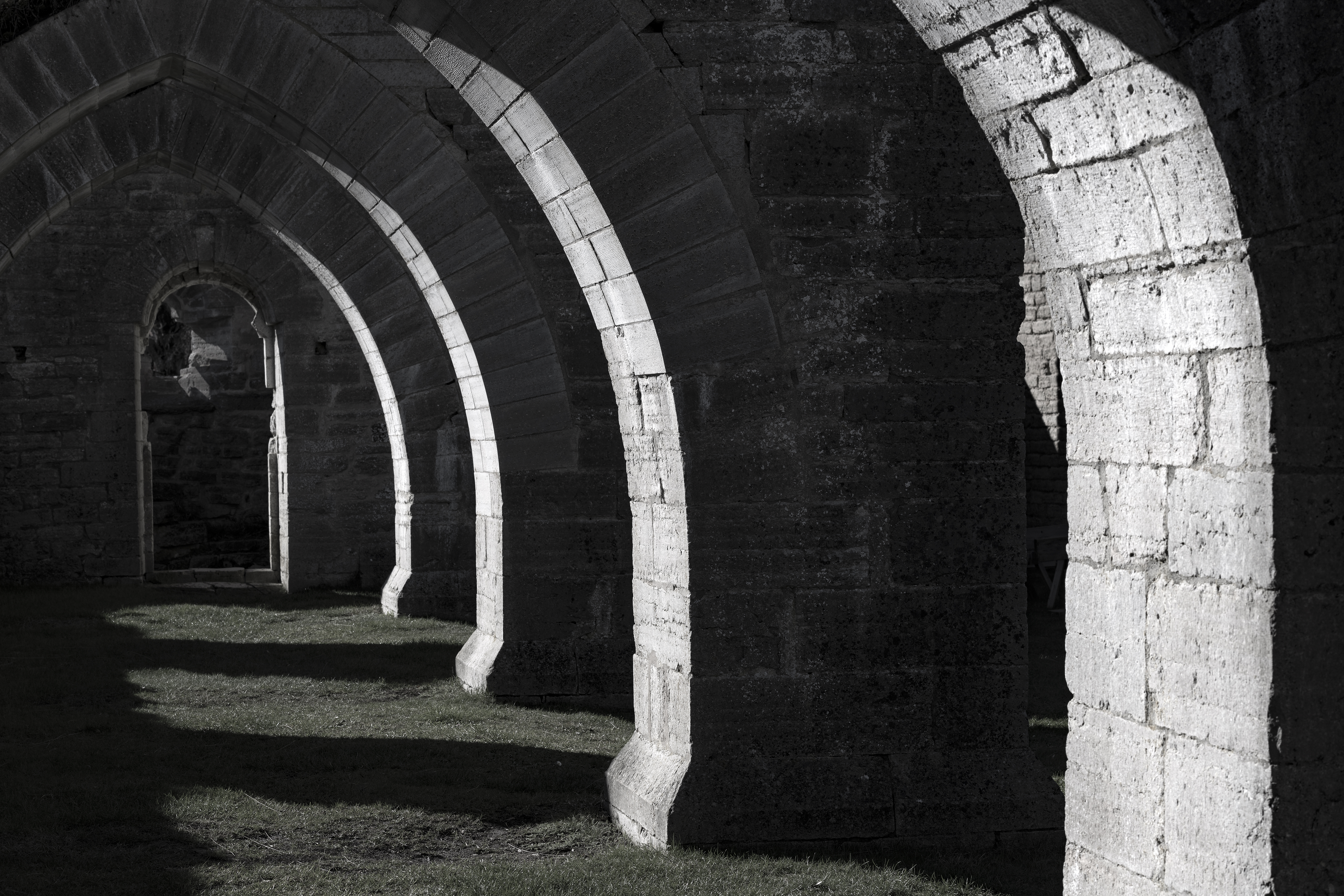
Alvastra kloster 2020.
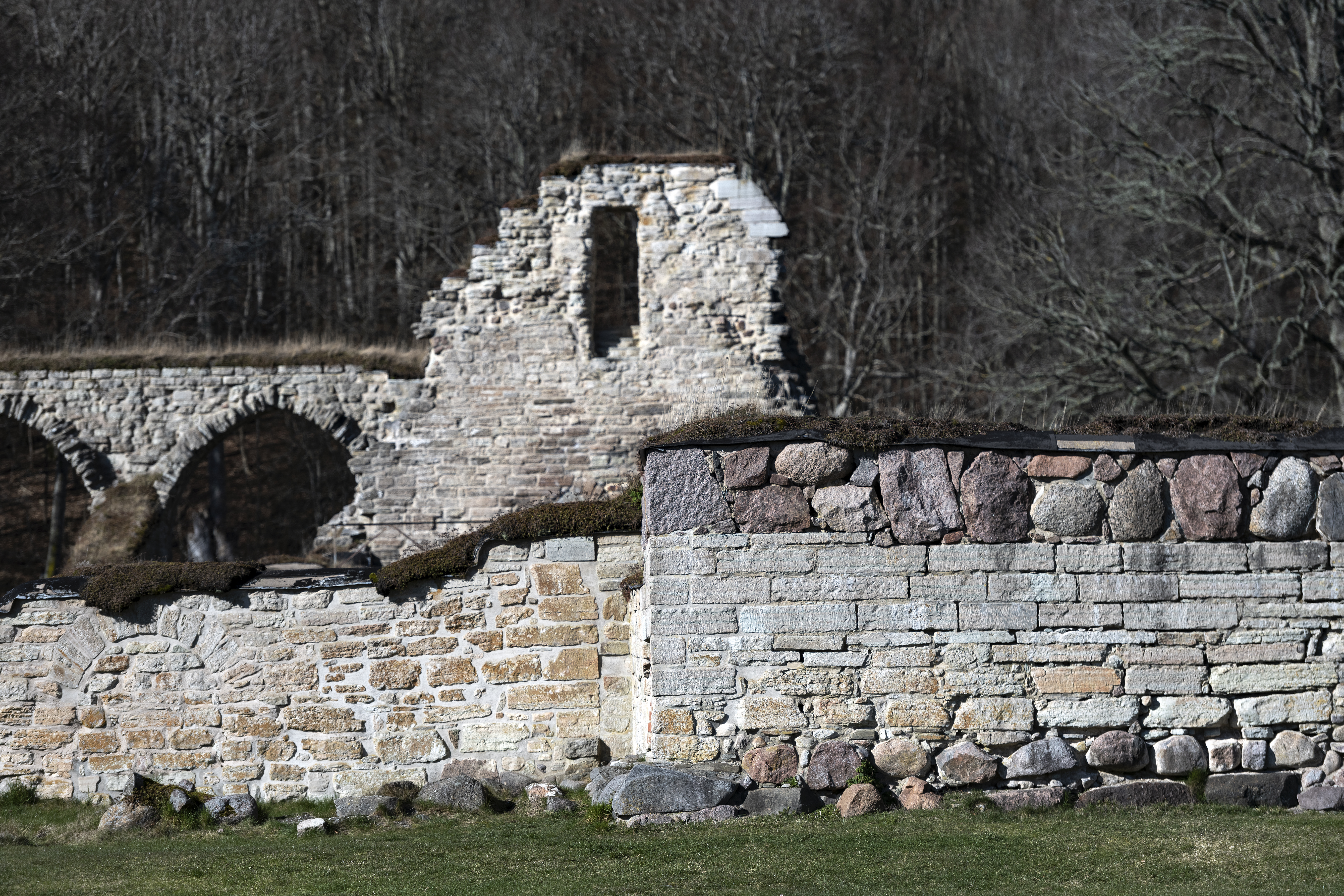
Alvastra kloster 2020.
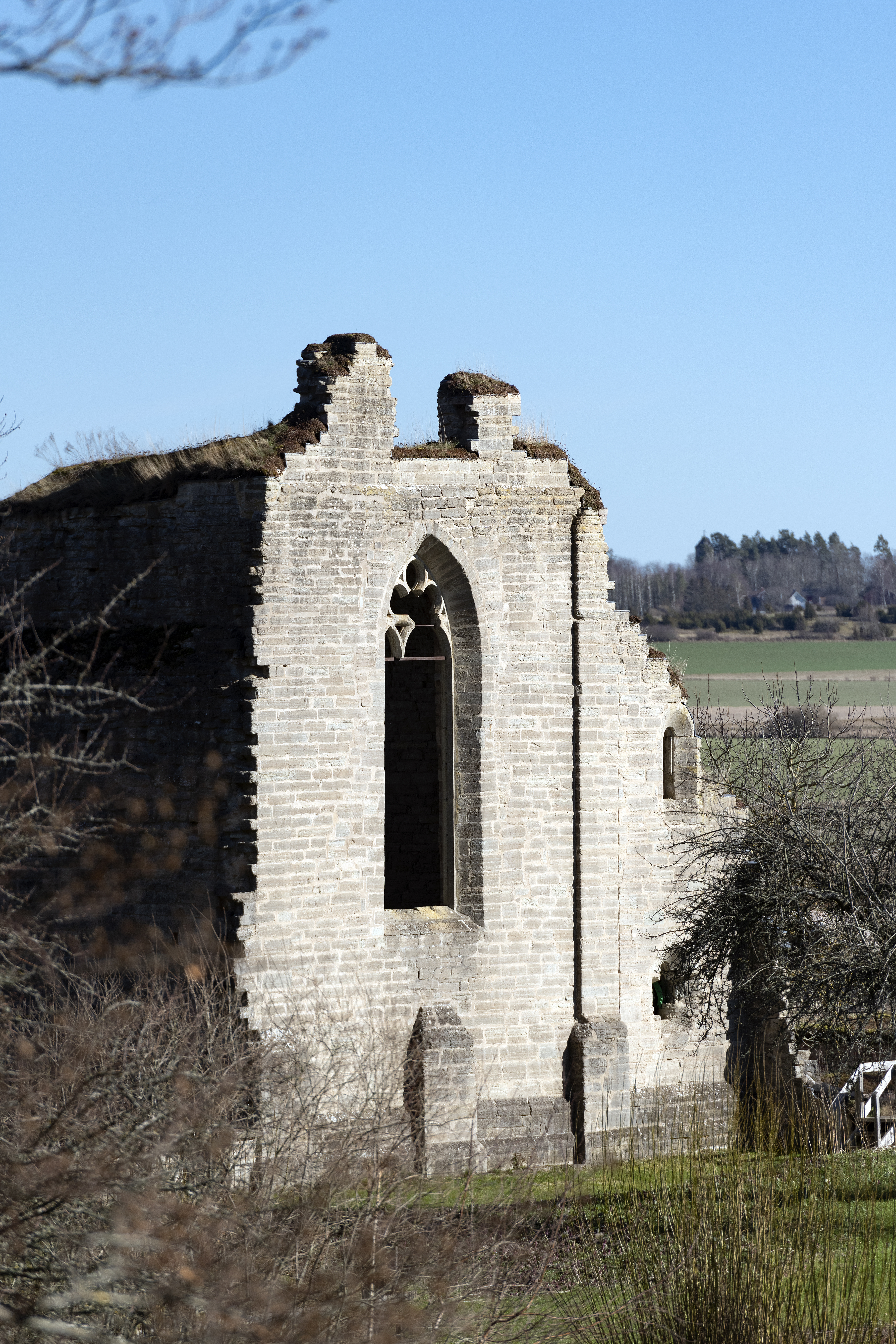
Alvastra klosterkyrka ruin 2020.
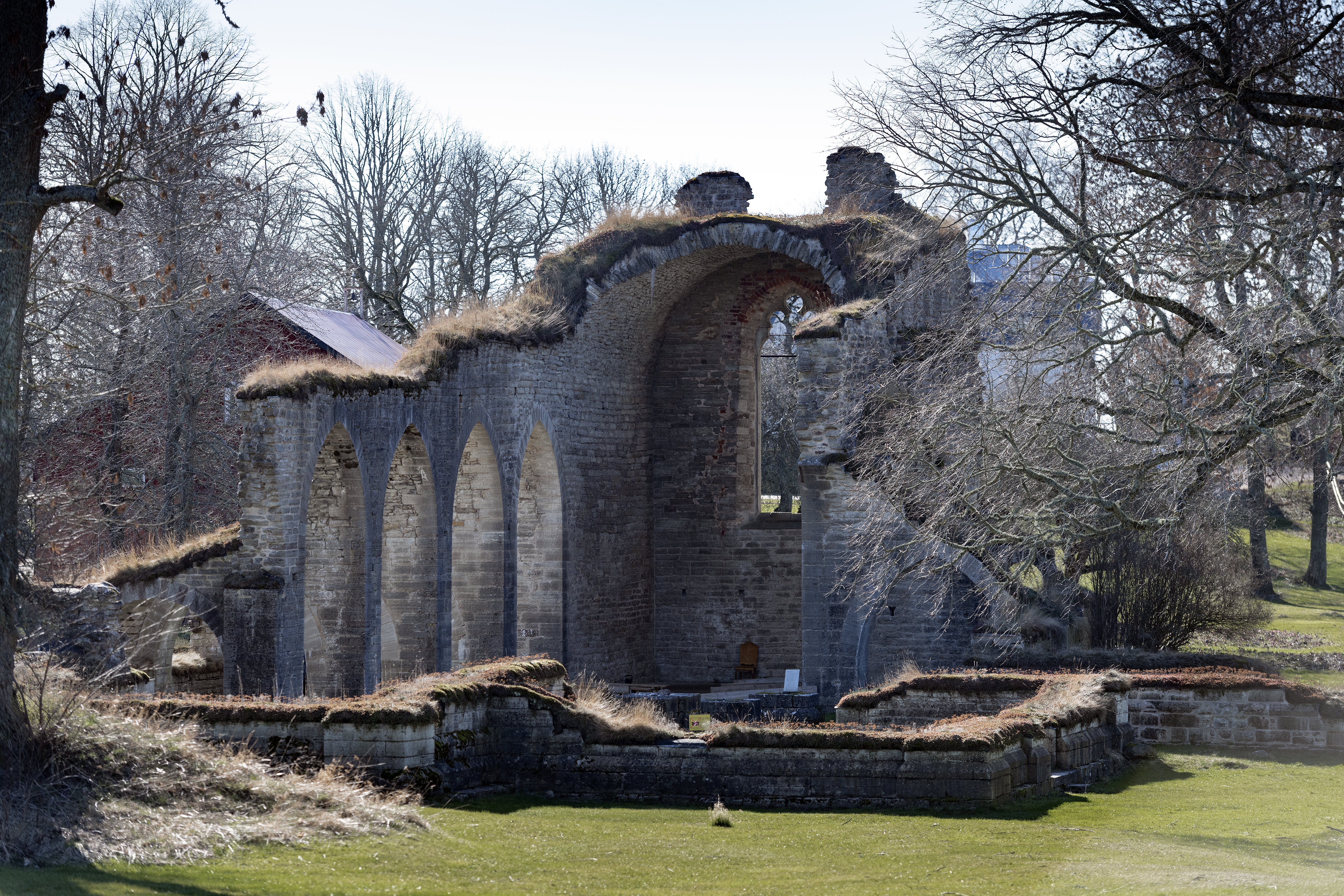
Alvastra klosterkyrka ruin 2020.
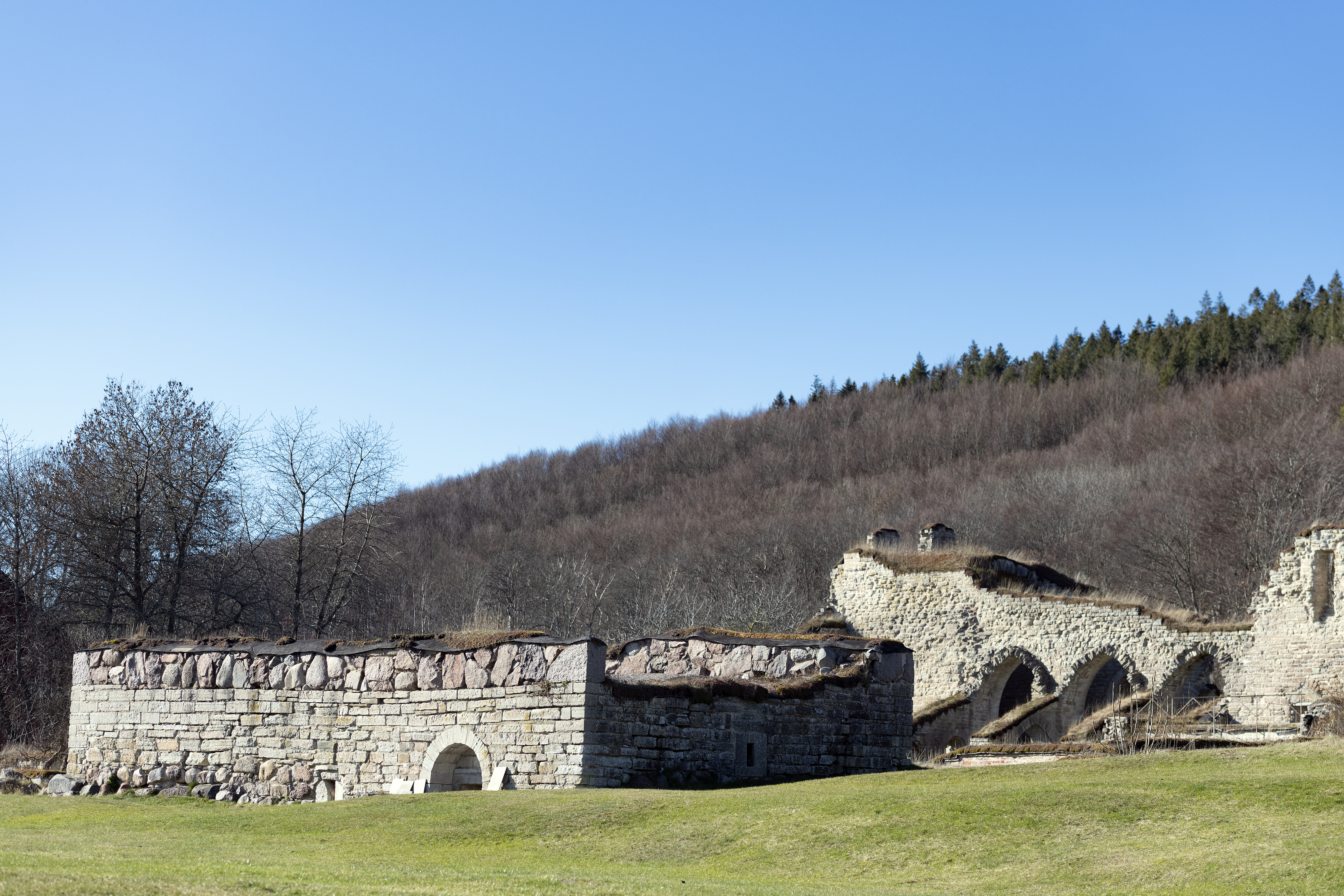
Alvastra kloster 2020.